# Ле-Сак
Ле-Сак (фр. Le Sacq) — колишній муніципалітет у Франції, у регіоні Нормандія, департамент Ер. Населення — 310 осіб (2011).
Муніципалітет був розташований на відстані близько 95 км на захід від Парижа, 65 км на південь від Руана, 16 км на південь від Евре.

## Історія
До 2015 року муніципалітет перебував у складі регіону Верхня Нормандія. Від 1 січня 2016 року належав до нового об'єднаного регіону Нормандія.
1 січня 2016 року Ле-Сак, Конде-сюр-Ітон, Дамвіль, Гувіль, Мантелон i Ле-Ронсене-Отене було об'єднано в новий муніципалітет Меній-сюр-Ітон.

## Демографія
Динаміка населення (INSEE ):
Розподіл населення за віком та статтю (2006):
| Стать | Всього | До 15 років | 15-24 | 25-44 | 45-64 | 65-85 | Понад 85 |
| --- | ------ | ----------- | ----- | ----- | ----- | ----- | -------- |
| Чоловіки | 144    | 41          | 8     | 61    | 22    | 12    | 0        |
| Жінки | 150    | 34          | 22    | 48    | 34    | 12    | 0        |
| \| Статево-вікова піраміда \| Статево-вікова піраміда \| Статево-вікова піраміда \| \| ----------------------- \| ----------------------- \| ----------------------- \| \| Чоловіки \| Вік \| Жінки \| \| 0 \| 85 + \| 0 \| \| 0 \| 80-84 \| 0 \| \| 0 \| 75-79 \| 0 \| \| 8 \| 70-74 \| 8 \| \| 4 \| 65-69 \| 4 \| \| 0 \| 60-64 \| 15 \| \| 11 \| 55-59 \| 4 \| \| 11 \| 50-54 \| 15 \| \| 0 \| 45-49 \| 0 \| \| 11 \| 40-44 \| 11 \| \| 27 \| 35-39 \| 15 \| \| 4 \| 30-34 \| 11 \| \| 19 \| 25-29 \| 11 \| \| 4 \| 20-24 \| 11 \| \| 4 \| 15-20 \| 11 \| \| 11 \| 10-14 \| 4 \| \| 15 \| 5-9 \| 11 \| \| 15 \| 0-4 \| 19 \| |        |             |       |       |       |       |          |
| Статево-вікова піраміда |        |             |       |       |       |       |          |
| Чоловіки | Вік    | Жінки       |       |       |       |       |          |
| 0 | 85 +   | 0           |       |       |       |       |          |
| 0 | 80-84  | 0           |       |       |       |       |          |
| 0 | 75-79  | 0           |       |       |       |       |          |
| 8 | 70-74  | 8           |       |       |       |       |          |
| 4 | 65-69  | 4           |       |       |       |       |          |
| 0 | 60-64  | 15          |       |       |       |       |          |
| 11 | 55-59  | 4           |       |       |       |       |          |
| 11 | 50-54  | 15          |       |       |       |       |          |
| 0 | 45-49  | 0           |       |       |       |       |          |
| 11 | 40-44  | 11          |       |       |       |       |          |
| 27 | 35-39  | 15          |       |       |       |       |          |
| 4 | 30-34  | 11          |       |       |       |       |          |
| 19 | 25-29  | 11          |       |       |       |       |          |
| 4 | 20-24  | 11          |       |       |       |       |          |
| 4 | 15-20  | 11          |       |       |       |       |          |
| 11 | 10-14  | 4           |       |       |       |       |          |
| 15 | 5-9    | 11          |       |       |       |       |          |
| 15 | 0-4    | 19          |       |       |       |       |          |

## Економіка
2010 року серед 207 осіб працездатного віку (15—64 років) 168 були активними, 39 — неактивними (показник активності 81,2%, у 1999 році було 78,1%). З 168 активних мешканців працювало 160 осіб (82 чоловіки та 78 жінок), безробітними було 8 (3 чоловіки та 5 жінок). Серед 39 неактивних 14 осіб було учнями чи студентами, 20 — пенсіонерами, 5 були неактивними з інших причин.

У 2010 році в муніципалітеті числилось 110 оподаткованих домогосподарств, у яких проживали 277,0 особи, медіана доходів виносила 22 504 євро на одного особоспоживача